# Экономически неактивное население
Экономически неактивное население — часть населения страны, не имеющая работы в течение определённого периода времени, но не относящаяся к безработным.
Возрастные границы лиц, которые могут быть включены в экономически неактивное население, такие же, как и для экономически активного населения, и могут различаться от страны к стране. Например, в России эти границы составляют от 15 лет (минимальный возраст начала трудовой деятельности) до 72 лет; В Дании, Швеции, Норвегии, Финляндии верхняя граница составляет 74 года, в Египте, Малайзии, Мексике — 65 лет. В категорию экономически неактивного населения в России включают учащихся, студентов, слушателей и курсантов, посещающих дневные учебные заведения (включая аспирантов и докторантов), пенсионеров, занятых домашним хозяйством, прекративших поиск работы, имеющих возможность не работать. В Международной организации труда (МОТ) периодически проходят дискуссии на тему того, относить ли учащихся трудоспособного возраста к экономически неактивному населению или нет.
Экономически неактивное население тесно связано с категориями занятых и безработных; эти три категории при определённых условиях могут менять свой статус. Численность экономически неактивного населения может увеличиваться за счёт длительно безработных, добровольно отказавшихся от работы, лиц, чей уровень жизни позволяет заниматься домашним хозяйством, работающих женщин, при условии материального стимулирования рождаемости и ухода за детьми, учащихся, пенсионеров, при расширении условий досрочного выхода на пенсию. Увеличение доли экономически неактивного населения ведёт к увеличению напряжённости на рынке труда и влечёт увеличение нагрузки на трудоспособное население.
Экономически неактивное население обычно имеет более низкий уровень образования, чем занятые или безработные. Например, в России 55 % из них составляют лица с неполным средним и начальным образованием и не имеющие образования. Для безработных и занятых эта доля составляет 19,4 % и 13,5 % соответственно. Процент лиц, относящихся к экономически неактивному населению, имеющих высшее образование, в 1,5—3 раза меньше, чем у безработных и занятых. Как правило, на рынке труда экономически неактивное население претендует на рабочие места, требующие низкоквалифицированного труда. Процент экономически неактивного населения высок в странах с молодой демографической структурой, а также в странах, где традиционно низка занятость женского населения. Экономически неактивное население, его численность и структура, зависят от уровня рождаемости и того, какие возможности родители используют для ухода за детьми.